# Žogica (pesem)
Pesem je napisala skladateljica in pedagoginja Mira Voglar. Med drugim izšla leta 1972 na vinilni plošči Pleši, Pajacek, Pleši (Pesmi in instrumentalne skladbe za otroke) v založbi Gallus Mladinska knjiga.(COBISS)
Besedilo:
"Hopla, hopla, sem in tja,
skače moja žogica.
Žogica Marogica,

glej, da mi ne boš ušla."